# Collegio della Contea di Tipperary
Il collegio della Contea di Tipperary è stata una circoscrizione elettorale del Parlamento britannico in Irlanda che, tra il 1801 e il 1885, ha eletto due parlamentari.

## Confini
Questa circoscrizione comprendeva tutta la contea di Tipperary, ad eccezione del collegio di Cashel (1801–1870) e Clonmel (1801-1885). Dopo le elezioni generali nel Regno Unito del 1885 la circoscrizione fu divisa nel Collegio di East Tipperary, Mid Tipperary, North Tipperary e South Tipperary. 

### Membri del Parlamento 1801-1885 (1° degli eletti)
| Elezione                                                        | Eletto                                         | Partito                        | Note |
| --------------------------------------------------------------- | ---------------------------------------------- | ------------------------------ | ---- |
| Primo Parlamento del Regno Unito 1801                           | Francis Mathew, Viscount Mathew                |                                |      |
| Elezioni generali nel Regno Unito del 1802                      | Francis Mathew, Viscount Mathew                |                                |      |
| Elezioni generali nel Regno Unito del 1806                      | Montague James Mathew                          | Whig                           |      |
| Elezioni generali nel Regno Unito del 1807                      | Montague James Mathew                          | Whig                           |      |
| Elezioni generali nel Regno Unito del 1812                      | Montague James Mathew                          | Whig                           |      |
| Elezioni generali nel Regno Unito del 1818                      | Montague James Mathew                          | Whig                           |      |
| Elezioni generali nel Regno Unito del marzo 1819 (suppletive)   | Montague James Mathew                          | Whig                           |      |
| Elezioni generali nel Regno Unito dell'aprile 1819 (suppletive) | Francis Aldborough Prittie                     | Whig                           |      |
| Elezioni generali nel Regno Unito del 1820                      | Francis Aldborough Prittie                     | Whig                           |      |
| Elezioni generali nel Regno Unito del 1826                      | Francis Aldborough Prittie                     | Whig                           |      |
| Elezioni generali nel Regno Unito del 1830                      | Francis Aldborough Prittie                     | Whig                           |      |
| Elezioni generali nel Regno Unito del 1831                      | John Hely-Hutchinson, III conte di Donoughmore | Whig                           |      |
| Elezioni generali nel Regno Unito del 1832                      | Robert Otway-Cave                              | Whig                           |      |
| Elezioni generali nel Regno Unito del 1832 (suppletive)         | Cornelius O'Callaghan                          | Whig                           |      |
| Elezioni generali nel Regno Unito del 1835                      | Robert Otway-Cave                              | Whig                           |      |
| Elezioni generali nel Regno Unito del 1841                      | Robert Otway-Cave                              | Whig                           |      |
| Elezioni generali nel Regno Unito del 1844 (suppletive)         | Robert Otway-Cave                              | Whig                           |      |
| Elezioni generali nel Regno Unito del 1845 (suppletive)         | Richard Albert Fitzgerald                      | Repeal Association             |      |
| Elezioni generali nel Regno Unito del 1847                      | Francis Scully                                 | Repeal Association             |      |
| Elezioni generali nel Regno Unito del 1852                      | Francis Scully                                 | Independent Irish Party        |      |
| Elezioni generali nel Regno Unito del 1857 (suppletive)         | Francis Scully                                 | Independent Irish Party        |      |
| Elezioni generali nel Regno Unito del 1857                      | Laurence Waldron                               | Whig                           |      |
| Elezioni generali nel Regno Unito del 1859                      | Laurence Waldron                               | Partito Liberale               |      |
| Elezioni generali nel Regno Unito del 1865 (suppletive)         | Laurence Waldron                               | Partito Liberale               |      |
| Elezioni generali nel Regno Unito del 1865                      | John Blake Dillon                              | Partito Liberale               |      |
| Elezioni generali nel Regno Unito del 1866 (suppletive)         | Charles William White                          | Partito Liberale               |      |
| Elezioni generali nel Regno Unito del 1868                      | Charles William White                          | Partito Liberale               |      |
| Elezioni generali nel Regno Unito del 1869 (suppletive)         | Charles William White                          | Partito Liberale               |      |
| Elezioni generali nel Regno Unito del 1870 (suppletive)         | Charles William White                          | Partito Liberale               |      |
| Elezioni generali nel Regno Unito del 1874                      | Charles William White                          | Home Rule League               |      |
| Elezioni generali nel Regno Unito del 1875 (suppletive)         | John Mitchel                                   | Nazionalista indipendente      |      |
| Elezioni generali nel Regno Unito del 1875 (suppletive)         | Stephen Moore                                  | Irish Conservative Party       |      |
| Elezioni generali nel Regno Unito del 1877 (suppletive)         | Stephen Moore                                  | Irish Conservative Party       |      |
| Elezioni generali nel Regno Unito del 1880                      | Patrick James Smyth                            | Home Rule League               |      |
| Elezioni generali nel Regno Unito del 1882 (suppletive)         | Patrick James Smyth                            | Partito Parlamentare Irlandese |      |
| Elezioni generali nel Regno Unito del 1883 (suppletive)         | Patrick James Smyth                            | Partito Parlamentare Irlandese |      |
| Elezioni generali nel Regno Unito del 1885                      | John O'Connor                                  | Partito Parlamentare Irlandese |      |

### Membri del Parlamento 1801-1885 (2° degli eletti)
| Elezione                                                        | Eletto                                         | Partito                        | Note |
| --------------------------------------------------------------- | ---------------------------------------------- | ------------------------------ | ---- |
| Primo Parlamento del Regno Unito 1801                           | John Bagwell                                   |                                |      |
| Elezioni generali nel Regno Unito del 1802                      | John Bagwell                                   |                                |      |
| Elezioni generali nel Regno Unito del 1806                      | Francis Aldborough Prittie                     | Whig                           |      |
| Elezioni generali nel Regno Unito del 1807                      | Francis Aldborough Prittie                     |                                |      |
| Elezioni generali nel Regno Unito del 1812                      | Francis Aldborough Prittie                     |                                |      |
| Elezioni generali nel Regno Unito del 1818                      | Richard Butler, II conte di Glengall           | Whig                           |      |
| Elezioni generali nel Regno Unito del marzo 1819 (suppletive)   | William Bagwell                                | Tory                           |      |
| Elezioni generali nel Regno Unito dell'aprile 1819 (suppletive) | William Bagwell                                | Tory                           |      |
| Elezioni generali nel Regno Unito del 1820                      | William Bagwell                                | Tory                           |      |
| Elezioni generali nel Regno Unito del 1826                      | John Hely-Hutchinson, III conte di Donoughmore | Whig                           |      |
| Elezioni generali nel Regno Unito del 1830                      | Thomas Wyse                                    | Whig                           |      |
| Elezioni generali nel Regno Unito del 1831                      | Thomas Wyse                                    | Whig                           |      |
| Elezioni generali nel Regno Unito del 1832                      | Thomas Wyse                                    | Whig                           |      |
| Elezioni generali nel Regno Unito del 1832 (suppletive)         | Richard Lalor Sheil                            | Repeal Association             |      |
| Elezioni generali nel Regno Unito del 1835                      | Richard Lalor Sheil                            | Repeal Association             |      |
| Elezioni generali nel Regno Unito del 1841                      | Valentine Maher                                | Whig                           |      |
| Elezioni generali nel Regno Unito del 1844 (suppletive)         | Nicholas Maher                                 | Repeal Association             |      |
| Elezioni generali nel Regno Unito del 1845 (suppletive)         | Nicholas Maher                                 | Repeal Association             |      |
| Elezioni generali nel Regno Unito del 1847                      | Nicholas Maher                                 | Repeal Association             |      |
| Elezioni generali nel Regno Unito del 1852                      | James Sadleir                                  | Independent Irish Party        |      |
| Elezioni generali nel Regno Unito del 1857 (suppletive)         | Daniel O'Donoghue                              | Independent Irish Party        |      |
| Elezioni generali nel Regno Unito del 1857                      | Daniel O'Donoghue                              | Independent Irish Party        |      |
| Elezioni generali nel Regno Unito del 1859                      | Daniel O'Donoghue                              | Partito Liberale               |      |
| Elezioni generali nel Regno Unito del 1865 (suppletive)         | Charles Moore                                  | Partito Liberale               |      |
| Elezioni generali nel Regno Unito del 1865                      | Charles Moore                                  | Partito Liberale               |      |
| Elezioni generali nel Regno Unito del 1866 (suppletive)         | Charles Moore                                  | Partito Liberale               |      |
| Elezioni generali nel Regno Unito del 1868                      | Charles Moore                                  | Partito Liberale               |      |
| Elezioni generali nel Regno Unito del 1869 (suppletive)         | Jeremiah O'Donovan Rossa                       | nazionalista indipendente      |      |
| Elezioni generali nel Regno Unito del 1870 (suppletive)         | Denis Caulfield Heron                          | Partito Liberale               |      |
| Elezioni generali nel Regno Unito del 1874                      | William Frederick Ormonde O'Callaghan          | Home Rule League               |      |
| Elezioni generali nel Regno Unito del 1875 (suppletive)         | William Frederick Ormonde O'Callaghan          | Home Rule League               |      |
| Elezioni generali nel Regno Unito del 1875 (suppletive)         | William Frederick Ormonde O'Callaghan          | Home Rule League               |      |
| Elezioni generali nel Regno Unito del 1877 (suppletive)         | Edmund Dwyer Gray                              | Home Rule League               |      |
| Elezioni generali nel Regno Unito del 1880                      | John Dillon                                    | Home Rule League               |      |
| Elezioni generali nel Regno Unito del 1882 (suppletive)         | John Dillon                                    | Partito Parlamentare Irlandese |      |
| Elezioni generali nel Regno Unito del 1883 (suppletive)         | Thomas Mayne                                   | Partito Parlamentare Irlandese |      |
| Elezioni generali nel Regno Unito del 1885                      | Thomas Mayne                                   | Partito Parlamentare Irlandese |      |